# Джеррі Девіс
Джеррі Девіс (повне ім'я Джеральд Девіс) (англ. Gerald Davis, 23 лютого 1930 — 31 серпня 1991, Каліфорнія) — британський письменник та кіносценарист, відомий переважно завдяки науково-фантастичним літературним творам та сценаріями фантастичних фільмів, а також за участю в мильних операх «Вулиця коронації» і «Об'єднані!».

## Біографія і творчість
З 1966 протягом року Джеррі Девіс був сценаристом популярного науково-фантастичного серіалу BBC «Доктор Хто», для якого він створив персонажа Джеймі МакКріммона та в співпраці з іншими редакторами створив популярних кібернетичних монстрів, відомих як «Кіберлюди», які з'являлися й у пізніших серіях фільму. Його співавтором у створенні цих персонажів був неофіційний науковий радник програми лікар Кіт Педлер. Після роботи над серіалом «Доктор Хто» Педлер і Девіс у 1970 році вирішили разом працювати над науково-фантастичною телевізійною програмою «Doomwatch». З 1970 до 1972 року вийшли 3 сезони цієї передачі на BBC One, і на її основі Девіс і Педлер написали роман «Вахта кінця світу: Світ у небезпеці» (англ. Doomwatch: The World in Danger), на основі якого був знятий фільм, перезнятий 1999 року на Channel 5.
Джеррі Девіс ненадовго повернувся до написання сценаріїв до «Доктора Хто» у 1975 році, написавши оригінальний сценарій серії «Помста кіберлюдей», хоча та версія, яку показали по телебаченню, була сильно переписана тодішнім редактором сценарію Робертом Голмсом. Девіс також адаптував кілька своїх сценаріїв у книжний варіант «Доктора Хто» для видавництва «Target Books». Разом із Кітом Педлером він написав науково-фантастичний роман «Мутант-59» (англ. Mutant 59: The Plastic-Eater, 1971 рік), розширений зі сценарію першого епізоду «Doomwatch»; «Каркас мозку» (англ. Brainrack, 1974 рік); та «Загроза з Диностара» ((англ.), 1975 рік).
У 1980-х роках Девіс працював у США як на телебаченні, так і в кіноіндустрії, зокрема брав участь у створенні фільму «Останній відлік» (1980 рік). Наприкінці 1989 року він разом із Террі Нейшном зробили спільну, але невдалу спробу взяти на себе виробництво та переформатування серіалу «Доктора Хто» для американського ринку. Джеррі Девіс помер 31 серпня 1991 року.

## Написані кіносценарії
| Фільми або серіали | Примітка | Транслятор  |
| ------------------ | --- | ----------- |
| Вулиця коронації   | - Невідомі епізоди (1960) | ITV         |
| Парк Лейн,199      | - Невідомі епізоди (1965) | BBC One     |
| Об'єднані!         | - Невідомі епізоди (1965) | BBC One     |
| Доктор Хто         | 11 епізодів (1966—1967, 1975): - Десята планета (у співавторстві з Кітом Педлером, 1966) - Горці (1966) - Гробниця кіберлюдей (у співавторстві з Кітом Педлером, 1967) - Помста кіберлюдей (1975) | BBC One     |
| Перша леді         | - «Невизначене минуле» (1968) - «Друкуй і будь проклятий» (1968) | BBC One     |
| Doomwatch          | - 24 епізоди (у співавторстві з Кітом Педлером, 1970—1971) | BBC One     |
| Все може статися   | - Короткометражний документальний фільм (1973) | Н/Д         |
| Vega$              | - «Попит і пропозиція» (1979) - «Червонорукий» (1979) | ABC         |
| Останній відлік    | - Художній фільм (у співавторстві з Томасом Хантером, Пітером Пауеллом і Девідом Емброузом, 1980)                                                                                                 | Н/Д         |
| Автостопник        | - «Пішаки» (1989) | USA Network |